# Tropoelastina
La  tropoelastina  es una proteína de 64-73 kDa, es parte de la matriz extracelular y el precursor soluble de la elastina. Se encuentra en todos los vertebrados a excepción de los ciclostomos. Las moléculas de tropoelastina se comportan como moléculas elásticas perfectas, porque pueden ser estiradas y comprimidas repetidamente en procesos completamente reversibles.
Esta es secretada por células de tipo elastogénico, principalmente células del músculo liso y diversos fibroblastos. La tropoelastina se auto-ensambla en glóbulos consistentes de muchos micrones de diámetro que permanecen ligados a la superficie celular. Esta etapa es el primer paso en la formación de fibras elásticas.
La producción de tropoelastina se ve afectada por la edad. La formación de esta, en mamíferos, ocurre principalmente durante el periodo fetal y la infancia temprana y se detiene en la madurez. En caso de daños, la producción de tropoelastina puede ser rápidamente reactivada y es influenciada por factores como necrosis de tumores, factor-α, interleucina 1β, factor de crecimiento insulínico tipo 1 y fuertemente por el factor de crecimiento transformador.

## Estructura
La tropoelastina (TE) es el monómero soluble de la elastina, es altamente expresada durante el desarrollo, pero en adultos solo en respuesta a una lesión.
La tropoelastina humana es codificada por un solo gen que posee 34 exones y da lugar a múltiples isoformas. El mRNA codifica un polipéptido de ~72 kDa dependiendo del patrón de unión y remoción del péptido señal(aminoácidos 1-26), dependiendo del empalme alternativo y la «maduración» de la proteína, produce una «proteína madura» de 60 kDa. 
Por lo menos 11 formas de unión de la tropoelastina humana han sido caracterizadas, resultantes de una unión alternativa de dominios regulada progresivamente de los dominios 22, 23, 24, 26ª, 32 y 33.
La tropoelastina es una molécula asimétrica con una espiral gradual en forma de resorte a lo largo del eje axial de la molécula. Esta región en espiral cuenta para gran parte de la elasticidad de la tropoelastina. 
Además de la espiral, la molécula presenta otra parte dominante y funcionalmente relevante denominada terminal C. Esta se encuentra en el pie de la molécula (región de contacto celular) y contiene dos rasgos característicos: los únicos dos residuos de cisteína en la molécula están muy poco separados en el dominio final 36y forman un enlace disulfuro, mientras la proteína termina en una secuencia RKRK cargada positivamente. Tanto el rompimiento de los enlaces disulfuro como la remoción de la región terminal C reducen la habilidad de la tropoelastina para ser ensamblada en las fibras en desarrollo, lo cual puede llevar a estados de enfermedad graves como la estenosis supravalcular aórtica (SVAS).
La secuencia de aminoácidos que componen esta molécula se dividen en dominios hidrofílicos e hidrofóbicos. Los dominios hidrofóbicos son ricos en aminoácidos no polares como glicina, valina y prolina que aparecen típicamente en secuencias repetitivas. Alternándose con esos dominios hay regiones hidrofílicas caracterizadas por un alto contenido de lisina y alanina y su aporte en los enlaces cruzados.

## Posible aplicación médica
Actualmente el uso más prometedor de la tropoelastina es como biomaterial en ingeniería de tejidos.